# Demansia vestigiata
Demansia vestigiata är en ormart som beskrevs av De Vis 1884. Demansia vestigiata ingår i släktet Demansia och familjen giftsnokar och underfamiljen havsormar. Inga underarter finns listade i Catalogue of Life.
Arten förekommer vid södra Nya Guinea samt vid de australiska delstaterna Northern Territory, Queensland och Western Australia. Honor lägger ägg.